# جوهرة في يد فحام
جوهرة في يد فحام هو عنوان لكتاب من تأليف الإعلامي السعودي تركي الدخيل عن اليمن

## العنوان
استلهم مؤلف الكتاب عنوانه من عبارة للزعيم الديني والسياسي التونسي عبد العزيز الثعالبي و التي وصف بها حال اليمن مطلع القرن العشرين.

## مواضيع الكتاب
يضم الكتاب مواضيع متفرقة عن تأريخ اليمن الحديث والمعاصر و قضايا اجتماعية وثقافية يمنية شملت الإخوان المسلمون ومقتل الإمام يحيى – جدل اليمن السعيد - قصص الزواج – القات - التعدد المذهبي – الخرافة – السلاح كما تضمن الكتاب حوارات مع سياسيين ومثقفين يمنيين كانت قد بثت في برنامجه إضاءات